# Jardis Records
Jardis Records ist ein unabhängiges deutsches Plattenlabel, das sich auf Mainstream Jazz spezialisiert hat.

## Geschichte
Der Gitarrist Heiner Franz gründete 1988 das Label, „um der deutschen Mainstreamszene eine Plattform zu verschaffen“; der Schwerpunkt liegt dabei auf Gitarrenmusik. Das Label beschränkt sich aber nicht auf Produktionen deutscher Musiker wie Joerg Reiter, Helmut Nieberle & Helmut Kagerer, Torsten Goods, Thomas Brendgens-Mönkemeyer oder Alex Jung. Daneben wurden auch Tonträger von Frédéric Sylvestre, Vic Juris, Louis Stewart, Peter Leitch,  John Stowell & Kelley Shannon, Steve Rochinski, John Stein oder Lorenzo Petrocca verlegt.

## Lexikalischer Eintrag
- Jürgen Wölfer: Jazz in Deutschland. Das Lexikon. Alle Musiker und Plattenfirmen von 1920 bis heute. Hannibal, Höfen 2008, ISBN 978-3-85445-274-4.